# Suzy Menkes
Suzy Menkes (Beaconsfield, Buckinghamshire, 24 de diciembre de 1943) es una periodista y crítica de moda británica. Anteriormente, fue editora de moda del International Herald Tribune y actualmente es editora de Vogue International, que se traduce en 26 idiomas para Vogue en línea.

## Biografía
Menkes nació en Reino Unido. Fue educada en Brighton y Hove High School. Siendo adolescente, en la década de los sesenta, se mudó a París para estudiar confección en lo que ahora es ESMOD. Su casera le consiguió la entrada de la primera pasarela a la que asistiría, un show de alta costura de Nina Ricci, lo cual despertó su interés por la moda. 
Regresando de París, aprendió historia y literatura inglesa en el Newnham College mientras su hermana estudiaba en Oxford. Durante sus años de universidad, se convirtió en la primera editora mujer de Varsity, el periódico de su universidad.
Después de Cambridge, trabajó para The Times informando sobre moda. Además de su labor periodística, ha escrito varios libros, en particular sobre el estilo de la realeza británica. 
Menkes profesa admirar el "buen periodismo", especialmente el trabajo de Prudence Glynn en The Times y Eugenia Sheppard del New York Herald Tribune. Después de dejar Cambridge en 1966, se unió a The Times como reportera júnior. A los 24 años, Menkes tuvo su primer trabajo como periodista de moda en el London Evening Standard , donde fue reclutada por el editor Charles Wintour , quien se convirtió en su mentor, de lo cual declaró: "Él realmente me hizo entender que como editor de moda, y cualquier otro rol en el periódico, eres un conducto para el público. Se supone que debes de tomar la información y luego pasarla (...) La idea de que, como periodista, debes tomar las cosas y explicarlas de manera que otra gente lo entienda. Ese es el trabajo."
Luego, se unió al Daily Express, antes de regresar a The Times, donde conoció a su difunto esposo y padre de sus tres hijos, David Spanier. Dejó The Times y se unió a The Independent en 1987, que más tarde dejó por el International Herald Tribune en 1988. 
Después de 25 años comentando sobre moda en The International Herald Tribune, se fue en 2014 diciendo: The Tribune me dejó. (en 2013) Se transformó en International New York Times. Llegó gente nueva y nada se sintió igual. Fue una época ideal para mudarme, y mi nuevo empleo es una idea estupenda, ¿hay algo más internacional que la moda?
En 2014, Jonathan Newhouse, presidente de Condé Nast International, la nombró la voz en línea de las ediciones internacionales de Vogue, para que trabajara como "crítica y reportera en los sitios web de Vogue en todo el mundo". También es responsable de organizar la Conferencia anual de lujo de Condé Nast International.
En 2007 fue condecorada con la Legión de Honor en Francia y la Orden del Imperio Británico.

## Reputación
La marca personal de Menkes es su pompadour, un peinado exagerado que fue popularizado por Madame de Pompadour, la amante favorita del rey Luis XV, en el siglo XVIII. La prensa de moda la ha apodado "Samurai Suzy" por su franqueza y gusto por el maximalismo de la moda.
En noviembre de 2009, apareció como una de las jueces en la final de la serie de Lifetime Project Runway  En 1996, apareció en el segundo especial "Last Shout" de la comedia británica Absolutely Fabulous, interpretandose a sí misma. En 2016, apareció en Absolutely Fabulous: The Movie.
A diferencia de muchos de sus compañeros en la moda, Menkes rechaza sistemáticamente los regalos de las marcas Criticó abiertamente lo que llamó "El circo de la moda" en un artículo publicado en The New York Times en 2013, denunciando la actitud de los blogueros y estrellas seguidoras del streetstyle que se visten como "pavorreales" para llamar la atención de los fotógrafos durante Semana de la moda. 
Durante su matrimonio con David Spanier, se convirtió al judaísmo, y ahora se abstiene de asistir a los desfiles de moda que tienen lugar en los días santos. Accesible y curiosa, Menkes tiene la reputación de estar ansiosa por hablar sobre moda con diseñadores jóvenes. "Como una tía ligeramente loca", dijo Kate Moss a la revista The New Yorker, en su perfil de 2003 de Menkes.
En los círculos de la moda, Menkes es conocida por sus críticas agudas, tanto positivas como negativas. En la década de 1990, causó un gran revuelo al declarar que el popular bolso acolchado de Chanel estaba "acabado". En respuesta, Chanel sacó un anuncio de página completa en el International Herald Tribune refutando su reclamo. En 2008, reprendió a Marc Jacobs por haber retrasado su pasarela dos horas. También es conocido que impulsó a Nicolas Ghesquière cuando era un diseñador emergente, y que predijo la salida de Martin Margiela de la Maison Martin Margiela. 
En 2013, realizó una subasta en Christie's en línea, vendiendo más de 80 piezas de su guardarropa personal.

## Libros
- How to be a Model, Suzy Menkes. Sphere, 1969, ISBN 0722160364
- Knitwear Revolution: Designer Patterns to Make, Suzy Menkes. Penguin USA, 1985. ISBN 0-14-046695-9
- The Windsor Style, Suzy Menkes. Salem House, 1987. ISBN 0-246-13212-4
- The Royal Jewels, Suzy Menkes. Contemporary Books, 1990. ISBN 0-8092-4315-6.
- Queen and Country, Suzy Menkes. Harpercollins, 1993. ISBN 0-246-13676-6
- Hussein Chalayan, Hussein Chalayan, Caroline Evans, Suzy Menkes. NAI, 2005. ISBN 90-5662-443-1
- Manolos new’s shoes,Suzy Menkes. Thames &Hudson Ltd, 2010
- Fashion Antwerp Academy 50, Suzy Menkes.Lannoo, 2013
- The Fashion World of Jean Paul Gaultier: From the Sidewalk to the Catwalk,Suzy Menkes.Harry N.Abrams, 2001
- Jazz Age Fashion: Dressed to Kill, Suzy Menkes, Daisy Bates, Virginia Bates. Rizzoli, 2013.
- XL-FASHION DESIGNERS A-Z, Steele, Valerie, Suzy Menkes. Taschen, 2013.
- XL-FASHION DESIGNERS A-Z MISSO, Steele, Valerie, Suzy Menkes. Taschen, 2013.
- XL-FASHION DESIGNERS A-Z PRADA, Steele, Valerie, Suzy Menkes.Taschen, 2012.
- XL- FASHION DESIGNERS A-Z AKR, Steele, Valerie, Suzy Menkes.Taschen, 2012.
- XL-FASHION DESIGNERS A-Z ETRO,Steele, Valerie, Suzy Menkes.Taschen, 2012.
- XL-FASHION DESIGNERS A-Z STELL, Steele, Valerie, Suzy Menkes. Taschen, 2012
- Valentino, Matt Tyrnauer, Suzy Menkes.Taschen, 2009
- Knitwear Revolution: Designer Patterns to Make, Suzy Menkes. Penguin Books, 1985
- Dolls For The Princesses: The Story Of France And Marianne , Suzy Menkes, Faith Eaton. Royal Collection Enterprises, 2005